# Tahar Djaout
Tahar Djaout (Arabisch: طاهر جاعوط) (Oulkhou, Tizi Ouzou, 11 januari 1954 - Algiers, 2 juni 1993) was een Algerijns schrijver, dichter en journalist. Hij werd in 1993 vermoord door het FIS omwille van zijn secularistische meningen en verzet tegen het opkomende fundamentalisme. Djaout was een van de eerste intellectuele slachtoffers van de Algerijnse Burgeroorlog.

## Werk in Nederlandse vertaling
- 1991 Les Vigiles. Nederlandse vertaling: De wachters. Vertaald door Hester Tollenaar. Uitgeverij Jurgen Maas, Amsterdam, 2024. ISBN 9789083344102[1]
- 1999 Le dernier été de la saison. Nederlandse vertaling: De laatste zomer van de rede. Vertaald door Henne van der Kooy. Uitgeverij Van Gennep, Amsterdam, 2008.ISBN 9789055158997
- 1984 Les Chercheurs d'os. Nederlandse vertaling: De bottenzoekers. Vertaald door Hester Tollenaar. Met een voorwoord van Abdelkader Benali. Amsterdam, Athenaeum-Polak & Van Gennep, 2011. ISBN 9789025368838

- Bibliothèque nationale de France: cb11900278b (data)
- Gemeinsame Normdatei: 122502809
- International Standard Name Identifier: 0000 0001 0930 202X
- Library of Congress Control Number: n85806327
- Nationale Bibliotheek van Israël: 987007421966405171
- Nederlandse Thesaurus van Auteursnamen: 073657468
- LIBRIS: 273372
- Système universitaire de documentation: 026833263
- Virtual International Authority File: 105871174
- WorldCat: E39PBJrWFfxbjH8K7GY4Phfg8C